# Autostrada A4 (Słowenia)
Autostrada A4 (słoweń. Avtocesta A4, Podravski krak) – autostrada w Słowenii o długości 33,7 km, zlokalizowana w ciągu europejskiej trasy E59, wybudowana w latach 2007–2018.
Łączy Maribor z Ptujem i granicą z Chorwacją, a wraz z chorwacką autostradą A2 stanowi najkrótszą drogę do Zagrzebia.
Została ukończona jako jedna z ostatnich w Słowenii, a jej budowę podzielono na trzy odcinki:
- węzeł Slivnica (Maribor) – Draženci (Ptuj), długości 19,9 km: budowę rozpoczęto w 2007, a oddano do użytku 16 lipca 2009;
- Draženci (Ptuj) – Gruškovje, długości 13,03 km podzielono na dwa pododcinki:
  - Draženci – Podlehnik, długości 7,26 km: budowę rozpoczęto w sierpniu 2015, a oddano do użytku 22 listopada 2017[2];
  - Podlehnik – Gruškovje, długości 5,77 km: budowę rozpoczęto w maju 2016, a oddano do użytku 30 listopada 2018[3][2];
- Gruškovje – granica z Chorwacją, długości 0,6 km: oddany do użytku 17 grudnia 2009.